# Радомирці
Радоми́рці (болг. Радомирци) — село в Плевенській області Болгарії. Входить до складу общини Червен-Бряг.

## Населення
За даними перепису населення 2011 року у селі проживали 1533 особи.
Національний склад населення села:
| Національність   | Кількість осіб | Відсоток |
| ---------------- | -------------- | -------- |
| болгари          | 1256           | 84,0%    |
| цигани           | 196            | 13,1%    |
| турки            | 24             | 1,6%     |
| інша             | 4              | 0,3%     |
| не визначились   | 16             | 1,1%     |
| Всього відповіли | 1496           |          |

Розподіл населення за віком у 2011 році:
Динаміка населення: